# Stari Banovci
Stari Banovci (cyr. Стари Бановци) – wieś w Serbii, w Wojwodinie, w okręgu sremskim, w gminie Stara Pazova. W 2011 roku liczyła 5954 mieszkańców.